# In and Out of Consciousness: The Greatest Hits 1990–2010
Az In and Out of Consciousness: The Greatest Hits 1990 – 2010 című album Robbie Williams brit popénekes második greatest hits válogatásalbuma, amely 2010. október 8-án jelent meg. Az első válogatásalbum, a Greatest Hits 2004-ben jelent meg.
A válogatásalbum 39 dalt tartalmaz és ez a lemez az EMI-al kötött szerződés alapján az utolsó közös nagylemez.
Az album vezető kislemeze a Shame, amelyet Robbie Williams Gary Barlow-val (a Take That volt tagjával) közösen szerzett. A dal 15 év után az első közös munkájuk, amióta Williams kivált a Take That-ből.
Az album az első helyen debütált az Egyesült Királyság albumlistáján, a Rudebox című nagylemez óta, amely 2006-ban jelent meg, ez volt az első lemeze, amely az élen végzett. A BPI-től platinalemez minősítést kapott, megjelenésének első napján 41,000 darabot adtak el belőle és 120,000-et az első héten, ezzel az album az év második leggyorsabban elkelt lemeze lett az Egyesült Királyságban.
Az album az osztrák és a német slágerlistán is az élen végzett, benne volt a Top 5-ben Írországban, Olaszországban, Hollandiában, Portugáliában, Spanyolországban és Svájcban is.

## Háttérinformáció és a produkció
A Barlow-val való közös munkáról az énekes így nyilatkozott:
"Hihetetlen meghallgatni a lemez anyagát és belegondolni abba, hogy csaknem 20 éve vagyok a zenei pályán. A legnagyobb dolog az albummal kapcsolatban az, hogy ez nem csak a múlt megünneplése, hanem egy híd is a jövőbe.
A vezető kislemezen, a Shame-en kívül az album tartalmaz még egy új dalt, a Heart And I-t, amelyet szintén Gary Barlow-val közösen írt Williams. A dallista és a lemezborító 2010. július 13-án került nyilvánosságra Williams hivatalos honlapján. A lemezborító fotóját Julian Broad készítette, aki a Reality Killed the Video Star borítóját is készítette. A fotó Malibuban, Kaliforniában készült, 2010 májusában.

## Promóció
Williams és Barlow 2010. szeptember 12-én a Twickenham Stadionban a Help for Heroes című rendezvényen adta elő a dalt. Ezt követően, 2010. október 2-án, a Strictly Come Dancing című brit show-műsorban hangzott el a szám. 2010. október 8-án a két énekes interjút adott a Paul O' Grady Live show-ban. Október 7-én Barlow és Williams a BBC Rádió 1 Live Lounge című műsorában adta elő a Shame-t és a Shine című Take That-dalt.
Az album angliai megjelenésének napján Williams interjút adott a Daybreak című brit reggeli TV-műsorban, ahol a Feel és a Shame című dalokat is elénekelte.

## Kislemezek
Az első kislemez, amely az albumról megjelent, a Shame volt, amelyet a Take That-taggal, Gary Barlow-val írt közösen Williams. A videóklipnek és a dalnak 2010. augusztus 26-án volt a premierje. A klipet Vaughan Arnell rendezte és a klip a Brokeback Mountain – Túl a barátságon című film paródiája.
Tim Jonze a The Guardian című laptól azt írta, hogy: "a Shame egy country-ballada, amely egy páros története (Barlow-é és Williams-é), aki megpróbálja kijavítani megtépázott kapcsolatát, azóta, hogy Robbie kiszállt a Take That-ből 1995-ben." A Shame az Egyesült Királyság kislemez listájának 2. helyén debütált. Dániában, Olaszországban, Németországban, Belgiumban, Írországban és Hollandiában.
A Yahoo Music 2010 legjobb videóklipjeinek listáján a Shame klipjét a 14. helyre tette.

## Fogadtatása
John Bush az AllMusic-tól négy csillagot adott az albumnak az ötből. Bush szerint a lemez, még ha egy nagyon fontos kiadás is, nem hoz többet, mint 39 példát Robbie Williams, az évezred elbűvölő szupersztárjának munkásságából. Szerinte Williams egyszerre "ambiciózus és önmagát elítélő, érzékeny és faragatlan, dinamikus és introvertált" és az album egy kicsit gazdagabb képet fest Williams diszkográfiájáról. Bush ezzel zárja kritikáját: "Az In and Out of Consciousness bizonyára teljes képet ad Robbie Williams-ről, az 1990-2000-es évek legnagyobb popsztárjáról, amit úgy tűnik, néhányan méltányolnak, de mindenki élvezi."
Sean Egan a BBC Music-tól úgy nyilatkozott, hogy "A dalok nagy része az évezred legnagyobb slágerlistás sikerdala között van, különösen azok, amelyeket Williams Guy Chambers-szel közösen írt." Egan szerint a sorozat bizarr, de meg van a maga logikája, hogy időben visszafelé halad az album" és a "családias hangzás eltűnik és szíven üti az embert a tény, hogy Williamset alábecsülték [...] és egyben túlbecsülték." Egan azt is megállapította, hogyha az énekest nem rúgta volna ki a Take That, soha nem lett volna eléggé motiválva arra, hogy bebizonyítsa magának, hogy fényévekkel a banda után is tud zenélni." Egan így összegezte a kritikáját: "Ha ez a válogatásalbum egy fejezetet zár le, a zsűri azt várja, hogy a következő album még ütősebb legyen."

## Dallista
Az In and Out of Consciousness: The Greatest Hits 1990–2010 többféle formátumban elérhető:
- egy 2 CD-s standard kiadásban
- egy 3 CD-s különleges kiadásban ritkaságokkal és B-oldalas dalokkal
- egy DVD-kiadással, amely a standard kiadás videóklipjeit tartalmazza
- egy olyan kiadással, amely mindhárom CD-t tartalmazza, a két DVD-t és egy 3., bónusz DVD-t, amelyen a 2005-ös berlini, Velodrom-ban tartott koncert felvételeit tartalmazza

### CD1
| #   | Cím                                | Szövegíró                                                                              | Album                                                    | Hossz |
| --- | ---------------------------------- | -------------------------------------------------------------------------------------- | -------------------------------------------------------- | ----- |
| 1.  | Shame                              | Gary Barlow, Robbie Williams                                                           | In and Out of Consciousness: The Greatest Hits 1990–2010 | 4:00  |
| 2.  | Heart And I                        | Gary Barlow, Robbie Williams                                                           | In and Out of Consciousness: The Greatest Hits 1990–2010 | 4:41  |
| 3.  | You Know Me                        | Robbie Williams, Daniel Spencer, Kelvin Andrews, Françoise Hardy                       | Reality Killed The Video Star                            | 4:27  |
| 4.  | Bodies                             | Robbie Williams, Brandon Christy, Craig Russo                                          | Reality Killed The Video Star                            | 4:04  |
| 5.  | Morning Sun                        | Robbie Williams, Daniel Spencer, Kelvin Andrews, Richard Scott, Scott Ralph, Don Black | Reality Killed The Video Star                            | 4:05  |
| 6.  | She's Madonna (Pet Shop Boys-szal) | Robbie Williams, Neil Tennant, Chris Lowe                                              | Rudebox                                                  | 4:16  |
| 7.  | Lovelight                          | Lewis Taylor                                                                           | Rudebox                                                  | 4:02  |
| 8.  | Rudebox                            | Robbie Williams, B. Laswell, B. Collins, C. Aiken, R. Shakespeare, S. Dunbar           | Rudebox                                                  | 4:44  |
| 9.  | Sin Sin Sin                        | Stephen Duffy, C.S. Heath, Robbie Williams                                             | Intensive Care                                           | 4:09  |
| 10. | Advertising Space                  | Stephen Duffy, Robbie Williams                                                         | Intensive Care                                           | 4:37  |
| 11. | Make Me Pure                       | Stephen Duffy, C.S. Heath, Robbie Williams                                             | Intensive Care                                           | 4:33  |
| 12. | Tripping                           | Stephen Duffy, Robbie Williams                                                         | Intensive Care                                           | 4:36  |
| 13. | Misunderstood                      | Robbie Williams, Stephen Duffy                                                         | Greatest Hits (Robbie Williams-album)                    | 4:01  |
| 14. | Radio                              | Robbie Williams, Stephen Duffy                                                         | Greatest Hits (Robbie Williams-album)                    | 3:52  |
| 15. | Sexed Up                           | Robbie Williams, Guy Chambers                                                          | Escapology                                               | 4:10  |
| 16. | Something Beautiful                | Robbie Williams, Guy Chambers                                                          | Escapology                                               | 4:48  |
| 17. | Come Undone                        | Ashley Hamilton, Boots Ottestad, Daniel Pierre, Robbie Williams                        | Escapology                                               | 4:35  |
| 18. | Feel                               | Robbie Williams, Guy Chambers                                                          | Escapology                                               | 4:22  |
| 19. | Mr. Bojangles                      | Jerry Jeff Walker                                                                      | Swing When You’re Winning                                | 3:15  |

### CD2
| #   | Cím                                            | Szövegíró                                                                  | Album                                 | Hossz |
| --- | ---------------------------------------------- | -------------------------------------------------------------------------- | ------------------------------------- | ----- |
| 1.  | I Will Talk And Hollywood Will Listen          | Robbie Williams, Guy Chambers                                              | Swing When You’re Winning             | 3:17  |
| 2.  | Somethin’ Stupid (közreműködik: Nicole Kidman) | Carson Parks                                                               | Swing When You’re Winning             | 2:50  |
| 3.  | The Road To Mandalay                           | Robbie Williams, Guy Chambers                                              | Sing When You’re Winning              | 3:18  |
| 4.  | Eternity                                       | Robbie Williams, Guy Chambers                                              | Greatest Hits (Robbie Williams-album) | 5:01  |
| 5.  | Let Love Be Your Energy                        | Robbie Williams, Guy Chambers                                              | Sing When You’re Winning              | 4:06  |
| 6.  | Supreme                                        | Robbie Williams, Guy Chambers, Freddie Perren, Dino Fekaris                | Sing When You’re Winning              | 4:18  |
| 7.  | Kids (közreműködik: Kylie Minogue)             | Robbie Williams, Guy Chambers                                              | Sing When You’re Winning              | 4:46  |
| 8.  | Rock DJ                                        | Robbie Williams, Guy Chambers, Ken Andrews, Nelson Pigford, Ekundayo Paris | Sing When You’re Winning              | 4:18  |
| 9.  | It’s Only Us                                   | Robbie Williams, Guy Chambers                                              | I’ve Been Expecting You               | 2:52  |
| 10. | She’s the One / It’s Only Us                   | Karl Wallinger                                                             | I’ve Been Expecting You               | 4:18  |
| 11. | Strong                                         | Robbie Williams, Guy Chambers                                              | I’ve Been Expecting You               | 4:58  |
| 12. | No Regrets                                     | Robbie Williams, Guy Chambers                                              | I’ve Been Expecting You               | 5:10  |
| 13. | Millennium                                     | Robbie Williams, Guy Chambers, Leslie Bricusse, John Barry                 | I’ve Been Expecting You               | 4:05  |
| 14. | Let Me Entertain You                           | Robbie Williams, Guy Chambers                                              | Life thru a Lens                      | 4:21  |
| 15. | Angels                                         | Robbie Williams, Guy Chambers                                              | Life thru a Lens                      | 4:27  |
| 16. | South of the Border                            | Robbie Williams, Guy Chambers                                              | Life thru a Lens                      | 3:53  |
| 17. | Lazy Days                                      | Robbie Williams, Guy Chambers                                              | Life thru a Lens                      | 3:53  |
| 18. | Old Before I Die                               | Robbie Williams, Eric Bazilian, Desmond Child                              | Life thru a Lens                      | 3:54  |
| 19. | Freedom                                        | George Michael                                                             | Nem jelent meg albumon                | 4:20  |
| 20. | Everything Changes (közreműködik. a Take That) | Gary Barlow, Mike Ward, Eliot Kennedy, Cary Baylis                         | Everything Changes                    | 3:34  |

### CD3
| #   | Cím                      | Szövegíró                                  | Album                                                           | Hossz |
| --- | ------------------------ | ------------------------------------------ | --------------------------------------------------------------- | ----- |
| 1.  | Often                    | Gary Nuttall                               | Sing When You’re Winning The Definitive Collector's Edition     | 2:47  |
| 2.  | Karaoke Star             | Guy Chambers, Robbie Williams              | The Definitive Collector's Edition                              | 4:07  |
| 3.  | Toxic                    | Guy Chambers, Robbie Williams              | The Definitive Collector's Edition                              | 3:48  |
| 4.  | My Culture               | Robbie Williams                            |                                                                 | 5:38  |
| 5.  | Nobody Someday           | Guy Chambers, Robbie Williams              | Feel című kislemezen The Definitive Collector's Edition albumon | 2:53  |
| 6.  | Get A Little High        | Boots Ottestad, Robbie Williams            | Sexed Up Escapology                                             | 3:54  |
| 7.  | One Fine Day             | Robbie Williams                            | Come Undone Escapology                                          | 3:35  |
| 8.  | Coffee, Tea and Sympathy | Robbie Williams                            | Something Beautiful The Definitive Collector's Edition          | 4:35  |
| 9.  | Do Me Now                | Boots Ottestad, Robbie Williams            | Misunderstood The Definitive Collector's Edition                | 3:17  |
| 10. | The Postcard             | Stephen Duffy                              | Misunderstood The Definitive Collector's Edition                | 3:11  |
| 11. | Meet The Stars           | Stephen Duffy, Robbie Williams             | Tripping The Definitive Collector's Edition                     | 4:27  |
| 12. | Don’t Stop Talking       | Stephen Duffy, Robbie Williams             | The Definitive Collector's Edition                              | 4:46  |
| 13. | Don’t Say No             | Stephen Duffy, Robbie Williams             | Advertising Space The Definitive Collector's Edition            | 4:24  |
| 14. | Lonestar Rising          | Kelvin Andrews, Robbie Williams            | Rudebox (kislemez) The Definitive Collector's Edition           | 3:52  |
| 15. | Lola                     | Ray Davies                                 | The Definitive Collector's Edition                              | 4:11  |
| 16. | The Only One I Know      | Baker, Blunt, Brookes, Burgess, R. Collins | Version                                                         | 3:57  |
| 17. | Elastik                  | Kelvin Andrews, R Scott                    | Morning Sun The Definitive Collector's Edition                  | 4:36  |
| 18. | Long Walk Home           |                                            | The Definitive Collector's Edition                              | 5:12  |

## B-oldalas dalok és ritkaságok
| #   | Cím                                            | Szövegíró                                                               | Album                                               | Hossz |
| --- | ---------------------------------------------- | ----------------------------------------------------------------------- | --------------------------------------------------- | ----- |
| 1.  | Often                                          | Gary Nuttall                                                            | a Kids B-oldala                                     | 2:47  |
| 2.  | Karaoke Star                                   | Robbie Williams, Guy Chambers                                           | a Kids B-oldala                                     | 4:07  |
| 3.  | Toxic                                          | Robbie Williams, Guy Chambers                                           | az Eternity/The Road to Mandalay B-oldala           | 3:48  |
| 4.  | My Culture                                     | Robbie Williams, Maxi Jazz, Jamie Catto, Duncan Bridgeman, Nigel Butler | a 1 Giant Leap azonos című albumán                  | 3:41  |
| 5.  | Nobody Someday                                 | Robbie Williams, Guy Chambers                                           | a Feel B-oldala                                     | 2:53  |
| 6.  | Get a Little High                              | Robbie Williams, B. Ottestad                                            | a Sexed Up B-oldala                                 | 2:15  |
| 7.  | One Fine Day                                   | Robbie Williams                                                         | a Come Undone B-oldala                              | 1:56  |
| 8.  | Coffee, Tea and Sympathy                       | Robbie Williams, B. Morrison, Glen Ballard                              | a Something Beautiful B-oldala                      | 4:35  |
| 9.  | Do Me Now                                      | Robbie Williams, Ottestad, Morrison                                     | a Misunderstood B-oldala                            | 3:19  |
| 10. | The Postcard                                   | Patrick Duffy                                                           | a Misunderstood B-oldala                            | 3:02  |
| 11. | Meet the Stars                                 | Robbie Williams, Patrick Duffy                                          | a Tripping B-oldala                                 | 4:29  |
| 12. | Don't Stop Talking                             |                                                                         | digitális kislemez                                  | 4:52  |
| 13. | Don't Say No                                   | Robbie Williams, Patrick Duffy                                          | az Advertising Space B-oldala                       | 4:06  |
| 14. | Lonestar Rising                                | K. Andrews, Kelvin Andrews, Robbie Williams                             | a Rudebox B-oldala                                  | 3:52  |
| 15. | Lola                                           | Ray Davies                                                              | készült a BBC Rádió 1 40. születésnapjára, 2007-ben | 4:11  |
| 16. | The Only One I Know                            | Baker, Blunt, Brookes, Burgess, R. Collins                              | szerepelt Mark Ronson Version című albumán is       | 3:57  |
| 17. | Elastik                                        | Kelvin Andrews / R Scott                                                | a Morning Sun B-oldala                              | 4:36  |
| 18. | Long Walk Home                                 |                                                                         | korábban nem jelent meg                             | 5:12  |
| 19. | Dogs & Birds (csak digitális letöltés)         |                                                                         | korábban nem jelent meg                             | 4:07  |
| 20. | Email From a Vampire (csak digitális letöltés) |                                                                         | korábban nem jelent meg                             | 3:21  |

## DVD-k

### DVD 1.
| #   | Cím                                                 | Rendező          | Közreműködik  | Hossz |
| --- | --------------------------------------------------- | ---------------- | ------------- | ----- |
| 1.  | Shame                                               | Vaughan Arnell   | Gary Barlow   | 3:51  |
| 2.  | Morning Sun                                         | Phil & Olly      |               | 3:46  |
| 3.  | You Know Me                                         | Vaughan Arnell   |               | 4:22  |
| 4.  | Bodies                                              | Vaughan Arnell   |               | 4:02  |
| 5.  | She's Madonna                                       | Johan Renck      | Pet Shop Boys | 5:42  |
| 6.  | Lovelight                                           | Jake Nava        |               | 4:00  |
| 7.  | Rudebox                                             | Seb Janiak       |               | 3:46  |
| 8.  | Sin Sin Sin                                         | Vaughan Arnell   |               | 4:38  |
| 9.  | Advertising Space                                   | David LaChapelle |               | 4:38  |
| 10. | Make Me Pure                                        | Russell Thomas   |               | 3:54  |
| 11. | Tripping                                            | Johan Renck      |               | 4:13  |
| 12. | Misunderstood                                       | Julian Gibbs     |               | 5:22  |
| 13. | Radio                                               | Jonas Åkerlund   |               | 3:49  |
| 14. | Sexed Up                                            | Jonas Åkerlund   |               | 4:08  |
| 15. | Something Beautiful                                 | James Tonkin     |               | 5:32  |
| 16. | Come Undone                                         | Jonas Åkerlund   |               | 4:34  |
| 17. | Feel                                                | Jonas Åkerlund   |               | 4:21  |
| 18. | Mr. Bojangles/I Will Talk and Hollywood Will Listen | Hamish Hamilton  |               | 3:35  |

### DVD 2.
| #   | Cím                                   | Rendező         | Közreműködik  | Hossz |
| --- | ------------------------------------- | --------------- | ------------- | ----- |
| 1.  | I Will Talk and Hollywood Will Listen | Hamish Hamilton |               | 3:32  |
| 2.  | Somethin’ Stupid                      | Vaughan Arnell  | Nicole Kidman | 3:09  |
| 3.  | The Road to Mandalay                  | Vaughan Arnell  |               | 4:08  |
| 4.  | Eternity                              | Vaughan Arnell  |               | 4:33  |
| 5.  | Let Love Be Your Energy               | Olly Reid       | Pet Shop Boys | 4:06  |
| 6.  | Supreme                               | Vaughan Arnell  |               | 4:23  |
| 7.  | Kids                                  | Simon Hilton    | Kylie Minogue | 4:46  |
| 8.  | Rock DJ                               | Vaughan Arnell  |               | 4:14  |
| 9.  | It’s Only Us                          | Simon Hilton    |               | 3:10  |
| 10. | She’s the One                         | Dom and Nic     |               | 5:05  |
| 11. | Strong                                | Simon Hilton    |               | 4:37  |
| 12. | No Regrets                            | Pedro Romhanyi  |               | 5:11  |
| 13. | Millennium                            | Vaughan Arnell  |               | 3:37  |
| 14. | Let Me Entertain You                  | Vaughan Arnell  |               | 3:58  |
| 15. | Angels                                | Vaughan Arnell  |               | 3:56  |
| 16. | South of the Border                   | Thomas Q Napper |               | 3:41  |
| 17. | Lazy Days                             | Thomas Q Napper |               | 3:52  |
| 18. | Old Before I Die                      | David Mould     |               | 3:47  |
| 19. | Freedom                               | Hammer & Tongs  |               | 4:20  |
| 20. | Everything Changes                    | Gregg Masuak    | Take That     | 3:36  |

### DVD 3.
(Ultimate kiadás), a berlini Velodromban 2005. október 9-én készült koncertfelvételt tartalmazza
| #   | Cím                 | Rendező                                              | Hossz |
| --- | ------------------- | ---------------------------------------------------- | ----- |
| 1.  | Ghosts              |                                                      |       |
| 2.  | Feel                | Vaughan Arnell (1. verzió)                           |       |
| 3.  | A Place to Crash    |                                                      |       |
| 4.  | Supreme             | Vaughan Arnell                                       |       |
| 5.  | The Trouble With Me |                                                      |       |
| 6.  | Advertising Space   | David LaChapelle                                     |       |
| 7.  | Spread Your Wings   |                                                      |       |
| 8.  | Angels              | Vaughan Arnell (1. verzió), Simon Hilton (2. verzió) |       |
| 9.  | Millennium          | Vaughan Arnell (1. verzió), Simon Hilton (2. verzió) |       |
| 10. | Come Undone         | Jonas Akerlund                                       |       |
| 11. | Sin Sin Sin         | Vaughan Arnell                                       |       |
| 12. | Tripping            | Johan Renck                                          |       |
| 13. | No Regrets          | Pedro Romhanyi                                       |       |
| 14. | Rock DJ             | Vaughan Arnell                                       |       |
| 15. | Make Me Pure        | Russell Thomas                                       |       |

## Közreműködők
Közreműködők az In and Out of Consciousness: Greatest Hits 1990–2010 albumról. (Forrás: AllMusic).
| - Kelvin Andrews – zeneszerző - Vaughan Arnell – fotók - Gary Barlow – zeneszerző - John Barry – zeneszerző - Eric Bazilian – zeneszerző - Leslie Bricusse – zeneszerző - Chris Briggs – A&R - Julian Broad – albumborító fotósa, fotók - Hamish Brown – fotók - Johnny Buzzerio – fotók - Guy Chambers – rendező, zeneszerző, producer - Desmond Child – zeneszerző - Brandon Christy – zeneszerző - Nick Clarke - fotók - Bob Clearmountain – keverés - Chris Clunn – fotók - Elain Constantine – fotók - Tony Cousins – mastering - Stephen Duffy – zeneszerző, producer - Dino Fekaris – zeneszerző - Dean Freeman – fotók - Serban Ghenea – keverés - Sean Gleason – fotók - Fergus Greer – fotók - Stephen Hague – keverés, producer - Hammer & Tongs – fotók - Françoise Hardy – zeneszerző - C.S. Heath – zeneszerző - Tom Hingston – Art direction, design - Trevor Horn – producer - Jamie Hughes – fotók - Seb Janiak – fotók | - Eliot Kennedy – producer - Nick Knight – fotók - Lisa Marie Kurbikoff – fotók - Chris Lowe – zeneszerző - Bob Ludwig – mastering - George Michael – zeneszerző - Simon Niblett – fotók - Robert Orton – keverés - Boots Ottestad – zeneszerző - Scarlet Page – fotók - Ekundayo Paris – zeneszerző - C. Carson Parks – zeneszerző - Freddie Perren – zeneszerző - Pet Shop Boys – producer - Nelson Pigford – zeneszerző - Steve Power – keverés, producer - Mark Ronson – producer - Craig Russo – zeneszerző - S. Dunbar – zeneszerző - Luis Sanchis – fotók - Roger Sargent – fotók - Mary Scanlon – fotók - Al Schmitt – hangmérnök, keverés - Richard Scott – zeneszerző - Soul Mekanik – producer - Danny Spencer – zeneszerző - L. Taylor – zeneszerző - Neil Tennant – zeneszerző - Jerry Jeff Walker – zeneszerző - Karl Wallinger – zeneszerző - Mike Ward – producer - Tim Weidner – keverés - Jeremy Wheatley – keverés - Robbie Williams – zeneszerző, producer |

## Kereskedelmi sikerek
| Slágerlista (2010)              | Legmagasabb helyezés |
| ------------------------------- | -------------------- |
| Ausztrália ARIA album lista     | 3                    |
| Ausztria Top 40 album lista     | 1                    |
| Belgium (flamand) album lista   | 4                    |
| Belgium (vallon) album lista    | 2                    |
| Horvátország IFPI album lista   | 2                    |
| Csehország IFPI album lista     | 3                    |
| Dánia album lista               | 2                    |
| Hollandia album lista           | 3                    |
| Európa Top 100 album lista      | 1                    |
| Finnország IFPI album lista     | 16                   |
| Németország album lista         | 1                    |
| Görögország album lista         | 22                   |
| Magyarország MAHASZ album lista | 9                    |
| Olaszország album lista         | 3                    |
| Írország album lista            | 2                    |
| Mexikó album lista              | 22                   |
| Új-Zéland album lista           | 17                   |
| Norvégia album lista            | 25                   |
| Lengyelország album lista       | 12                   |
| Portugália album lista          | 4                    |
| Skócia album lista              | 1                    |
| Spanyolország album lista       | 3                    |
| Svédország album lista          | 4                    |
| Svájc album lista               | 4                    |
| Egyesült Királyság album lista  | 1                    |

| Slágerlista (2010)            | Helyezés |
| ----------------------------- | -------- |
| Belgium (flamand) album lista | 42       |
| Belgium (vallon album lista   | 52       |
| Dánia album listája           | 28       |
| Hollandia album listája       | 39       |
| Európa Top 100 album listája  | 40       |
| Németország album listája     | 26       |

| Ország                   | Minősítés       |
| ------------------------ | --------------- |
| Ausztria (IFPI)          | aranylemez      |
| Belgium (IFPI)           | aranylemez      |
| Dánia (IFPI)             | aranylemez      |
| Európa (IFPI)            | platinalemez    |
| Németország (BVMI)       | aranylemez      |
| Olaszország (FIMI)       | aranylemez      |
| Portugália (AFP)         | aranylemez      |
| Egyesült Királyság (BPI) | 2× platinalemez |

## Megjelenések
| Ország                    | Dátum             | Kiadó          | Formátum                        |
| ------------------------- | ----------------- | -------------- | ------------------------------- |
| Németország               | 2010. október 8.  | Virgin Records | CD, CD + DVD digitális letöltés |
| Ausztrália                | 2010. október 8.  | Virgin Records | CD, CD + DVD digitális letöltés |
| Ausztria                  | 2010. október 8.  | Virgin Records | CD, CD + DVD digitális letöltés |
| Svájc                     | 2010. október 8.  | Virgin Records | CD, CD + DVD digitális letöltés |
| Egyesült Királyság        | 2010. október 11. | Virgin Records | CD, CD + DVD digitális letöltés |
| Franciaország             | 2010. október 11. | Virgin Records | CD, CD + DVD digitális letöltés |
| Mexikó                    | 2010. október 11. | EMI Music      | CD, CD + DVD digitális letöltés |
| Amerikai Egyesült Államok | 2010. október 12. | Astralwerks    | CD, CD + DVD digitális letöltés |
| Kanada                    | 2010. október 12. |                | CD, CD + DVD digitális letöltés |
| Brazília                  | 2010. október 13. | EMI Music      | CD, CD + DVD digitális letöltés |